# Pseudochrodes suturalis
Pseudochrodes suturalis es una especie de coleóptero de la familia Silvanidae.

## Distribución geográfica
Habita en Brasil y Chile.